# Renacimiento mantuano
El renacimiento mantuano despegó a mitad del siglo XV, bajo el liderazgo de la dinastía Gonzaga que hizo de la ciudad de Mantua, a pesar del pequeño tamaño de su territorio y de su relativa importancia en la escena europea, una de las cortes más nobles de Europa. A diferencia de otras versiones del Renacimiento italiano, el de Mantua es únicamente el resultado de la casa reinante: la diferencia entre los ingresos de los Gonzaga y los de mantuanos, por ricos que fuesen, era abismal.

## Contexto

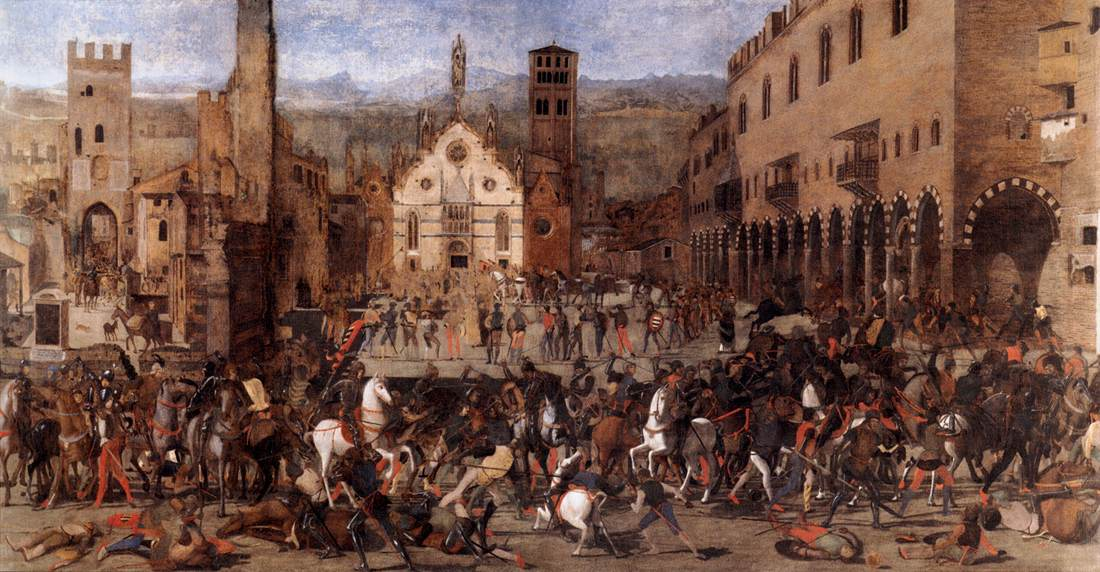
Domenico Morone, Expulsión de los Bonacolsi de Mantua de Mantua en 1328 (1494).

La familia Gonzaga expulsó a los Bonacolsi en 1328, imponiendo su dominio sobre la ciudad de Mantua que duró hasta el siglo XVII. Como Mantua era un feudo imperial, trabajó enérgicamente para obtener una legitimación imperial que le llegó en 1432 cuando Gianfrancesco Gonzaga obtuvo el título de marqués. Desde entonces el vínculo imperial siempre fue motivo de orgullo y prestigio para la familia, como demuestran sus numerosos matrimonios con princesas de origen germano.
Dinastía de mecenas, la familia Gonzaga buscó inmediatamente consolidar su dominio sobre la ciudad, sobre todo haciendo encargos a los artistas e instalándose en el castillo de San Jorge.
A partir de 1423, Gianfrancesco Gonzaga financió la creación de la Ca 'Zoiosa, la escuela del humanista Vittorino da Feltre que era el tutor de sus hijos. La futura clase dominante de la ciudad fue así educada desde la infancia en la cultura clásica, historia romana, poesía, filosofía, matemáticas y astrología.
En la primera mitad del siglo, el gusto por el gótico tardío prevaleció en Mantua como en el resto de la Lombardía. Pisanello permaneció allí como artista de la corte hasta su muerte en 1455. Creó frescos caballerescos como el Tournoi-Bataille Louverzep y una serie de medallas de gran elegancia. Los contactos con los artistas toscanos fueron frecuentes, como demuestra la presencia de Filippo Brunelleschi en la ciudad entre 1436 y 1438, donde fue llamado para resolver problemas hidráulicos. La corriente humanista que se extiende en Mantua favorece un conocimiento temprano del Renacimiento paduano, con frecuentes contactos con Donatello y las estancias de los arquitectos toscanos Antonio Manetti y Luca Fancelli.
El gobierno de Luis III Gonzaga, que hizo sus estudios en la casa lujosa de Vittorino da Feltre y que permaneció en el poder hasta 1478, marcó un primer punto culminante en la vida artística de la ciudad. Le siguió el breve marquesado de su hijo Federico. El joven Francisco II que lo sucedió se sintió atraído sobre todo por las armas, otra tradición familiar, aunque también fue un mecenas y amante del arte, y se convirtió en un líder militar reconocido. Su esposa Isabel de Este, una de las mujeres más cultas y famosas del Renacimiento, dominó entonces el panorama artístico, coleccionando antigüedades de gran valor y atrayendo a los más grandes artistas de la península, como Tiziano, El Perugino, Leonardo da Vinci y El Correggio. Transmitió su pasión por la filantropía a su hijo Federico II, que hizo llegar a Mantua a Giulio Romano, discípulo del eminente Rafael, que construyó para él el palacio del Té, un perfecto ejemplo de clasicismo del siglo XVI.
En Mantua, las intervenciones urbanas fueron limitadas debido a las limitadas posibilidades de cambiar las estructuras ya existentes: de hecho, en tres de sus lados, la ciudad estaba rodeada por los lagos formados por el Mincio, que formaban áreas pantanosas, con una red fluvial heredada de la época romana. La parte noreste de la ciudad está constituida por el antiguo centro político-religioso en torno a la actual piazza Sordello, sede del Palacio de los Bonacolsi. El núcleo municipal está formado por la piazza delle Erbe y del Broletto, cerca del mercado.
La ciudad de Mantua obtenía sus ingresos de la agricultura, de la cría de ganado y de los salarios de los condottiere.

## El Concilio de 1459 y sus impactos culturales
Un salto cualitativo se produjo tras la paz de Lodi en 1459, cuando Mantua aumentó su prestigio político, confirmando la importancia de la ciudad en la escena italiana, entre los Visconti de Milán y la República de Venecia. Esa posición central se confirmó el mismo año en que Mantua fue elegida como sede para celebrar el Concilio que Pío II convocó para organizar una cruzada contra los otomanos tras la caída de Constantinopla en 1453. En esa ocasión, el marqués Luis III llamó a Leon Battista Alberti, que llegó a la ciudad en 1459, y a Andrea Mantegna quien se unió a él en 1460, y que se convertirá en los referentes indiscutibles de la vanguardia artística mantuana. La entrada solemne de Pío II en Mantua fue un triunfo para la diplomacia de los Gonzaga. Soberanos y grandes eclesiásticos acudieron a la ciudad con sus grandes séquitos de embajadores, humanistas, cortesanos y diplomáticos.

### Urbanismo
Al enterarse de que el papa había emitido algunas críticas sobre las calles embarradas de la ciudad y del clima húmedo e insalubre, Luis III emprendió de inmediato obras de mejora, comenzando por la pavimentación de la plaza central.
Los Gonzaga establecen el nuevo centro político en el castillo de San Jorge y construyeron dos iglesias: la Basílica de San Andrés, que albergaba reliquias veneradas, y la iglesia de San Sebastián, una iglesia privada de la familia reinante.

### Arquitectura

#### Leon Battista Alberti
En 1459, el eminente teórico de la arquitectura Leon Battista Alberti, entonces empleado como secretario papal, siguió al papa durante el congreso y permaneció en la ciudad varios meses después de la partida del pontífice. El Palacio del Podesta se restauró según sus planes. Luego regresó allí para estancias prolongadas en 1463, 1470 y 1471, con el fin de supervisar la construcción de las grandes iglesias de Mantua de San Sebastián y San Andrés.
Fancelli, con quien el marqués colaboraba estrechamente, se encargó de los más mínimos detalles para la ejecución de los edificios mantuanos de Alberti.

#### Iglesia de San Sebastián

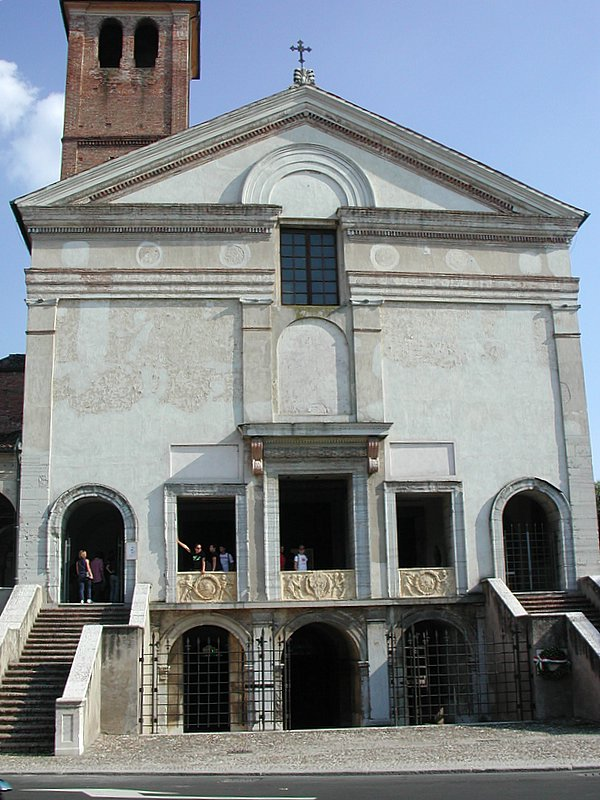
Iglesia de San Sebastián

En arquitectura, la llegada en 1459 de Leon Battista Alberti fue decisiva. Su primera intervención concernió, a partir de 1460, a la iglesia de San Sebastián, que se encuentra en el límite del centro de la ciudad, a lo largo de una de las arterias principales que conduce a la zona pantanosa del Té, justo en el exterior de las murallas donde se ubican los establos de los famosos caballos que eran el orgullo de la dinastía reinante.
Alberti concibió un edificio austero y solemne. Aunque el proyecto no se completó fielmente y fue restaurado arbitrariamente en el siglo XX, constituyó, en el Renacimiento, la base de los estudios sobre los edificios en cruz griega. La iglesia está edificada en dos plantas, el nivel más bajo se encuentra en el sótano, y se articula sobre un espacio central casi cúbico y cubierto con una bóveda de crucería, desde el que se ramifican tres cortos brazos absidales de igual tamaño. El cuarto lado es el de la fachada, donde hay un pórtico que hoy consta de cinco vanos. Toma la planta del templo clásico sobre un podium, con un arquitrabe roto, un tímpano y un arco siríaco, que atestiguan la extrema libertad con la que el arquitecto ha dispuesto los elementos. La inspiración puede provenir de una obra antigua tardía como el Arco de Orange.

#### Basílica de San Andrés

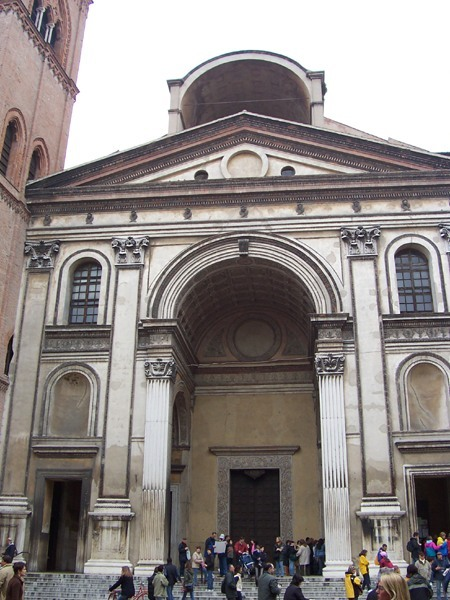
Basílica de San Andrés de Mantua

La arquitectura antigua clásica se trastorna con la misma complacencia en la basílica de San Andrés, con, en este caso, la modificación de los proyectos originales durante la obra, tras la muerte de Alberti. El edificio está diseñado para reemplazar a un santuario donde se adoraba una preciosa reliquia de la sangre de Cristo. Debe a la vez acoger e impresionar a los peregrinos que llegaban de lejos. En una carta de 1470 dirigida a Luis III, Alberti promete que el edificio será más espacioso, más eterno, más digno, más alegre y menos costoso que el proyecto anterior del arquitecto florentino Antonio Manetti. Cambió la orientación de la iglesia alineándola sobre el eje de la carretera que unía el Palacio Ducal con el Palacio del Té.
La iglesia es de planta de cruz latina, con una única gran nave, una bóveda de cañón y un artesonado, a la que se abren capillas laterales rectangulares. La elección arquitectónica también está relacionada con referencias antiguas particulares, como el templo etrusco descrito por Vitruvio y la Basílica de Majencio. Para completar monumentalmente todo el barrio, se da especial importancia a la fachada que se presenta como un arco de triunfo, con un único arco entre los muros que es aún más monumental que el de la fachada del templo de Malatesta en Rimini. A continuación, se hace hincapié en una segunda bóveda superior, más allá del tímpano, que marca la altura de la nave y que, gracias a una abertura interior, permite iluminar el edificio.

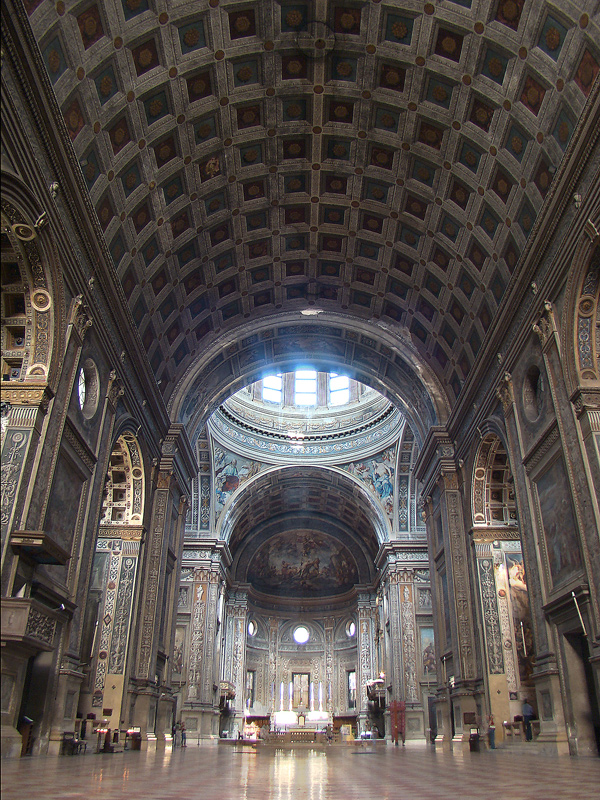
Interior de Sant'Andrea

#### Palacio ducal y castillo de San Jorge

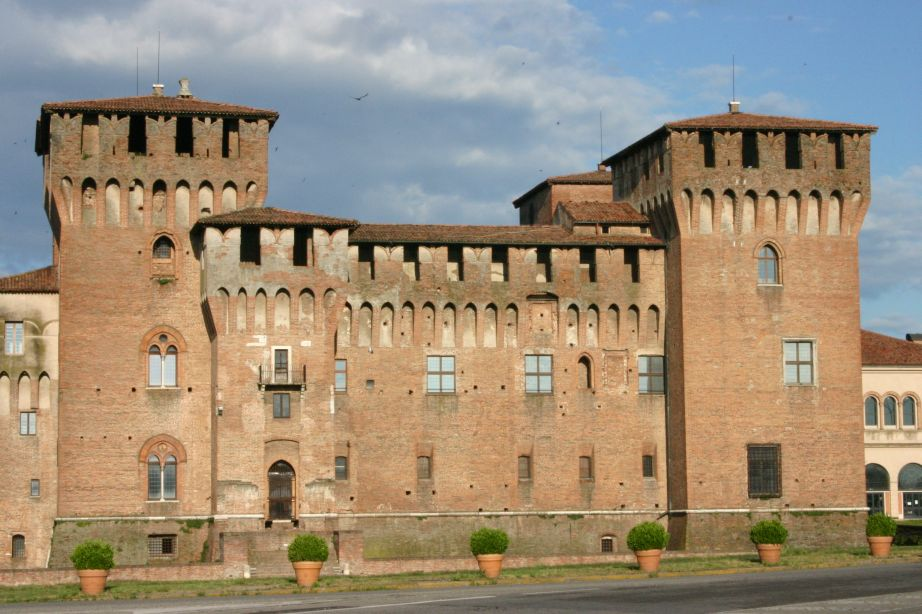
Castillo de San Jorge

Desde el reinado de Luis III Gonzaga el castillo de San Jorge, robusta fortaleza sobre el Mincio, sufrió cambios que transformaron gradualmente su aspecto de edificio militar en elegante residencia. Cuando se anunció el Congreso de la Iglesia, el marqués pidió a Luca Fancelli, un ingeniero-tallista florentino que llevaba en Mantua desde 1450, que comenzara a transformar el antiguo castillo fortificado de los Gonzaga en una lujosa residencia principesca. Mientras, el impresionante edificio palaciego llamado la «Corte» fue puesto a disposición del papa y de su séquito.
Las primeras obras se concentraron en el conjunto de edificios denominado la Corte, que incluía los dos antiguos palacios de la familia Bonacolsi.

## Pisanello

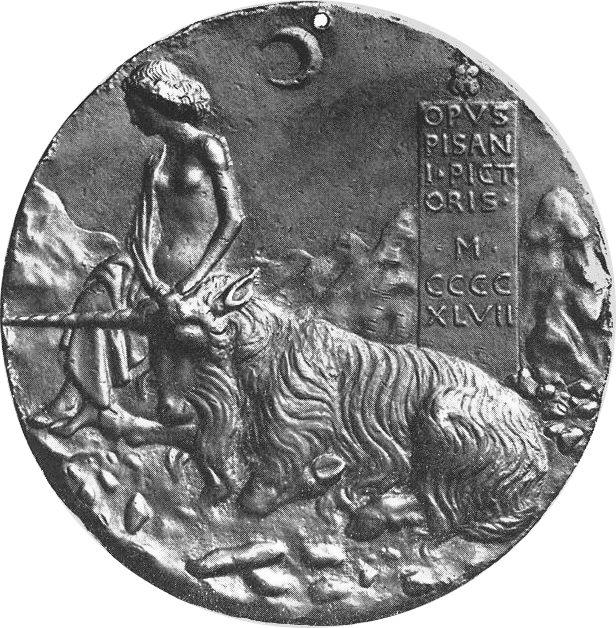
Pisanello, el reverso de la medalla de Cecilia Gonzaga.

Una de las primeras obras importantes fue encargada por Luis III a Pisanello para una de las muchas salas pintadas de la Corte, ahora conocido como la gran Sala del Pisanello. Iniciada alrededor de 1447-1448, fue abandonada cuando Pisanello partió hacia Nápoles. Gran parte del proyecto no fue más allá de la etapa de los dibujos preparatorios (sinopia). El tema estaba inspirado en el mundo de la caballería. Luis III y su padre aparecen allí en compañía de los héroes de la Mesa Redonda.

## Andrea Mantegna

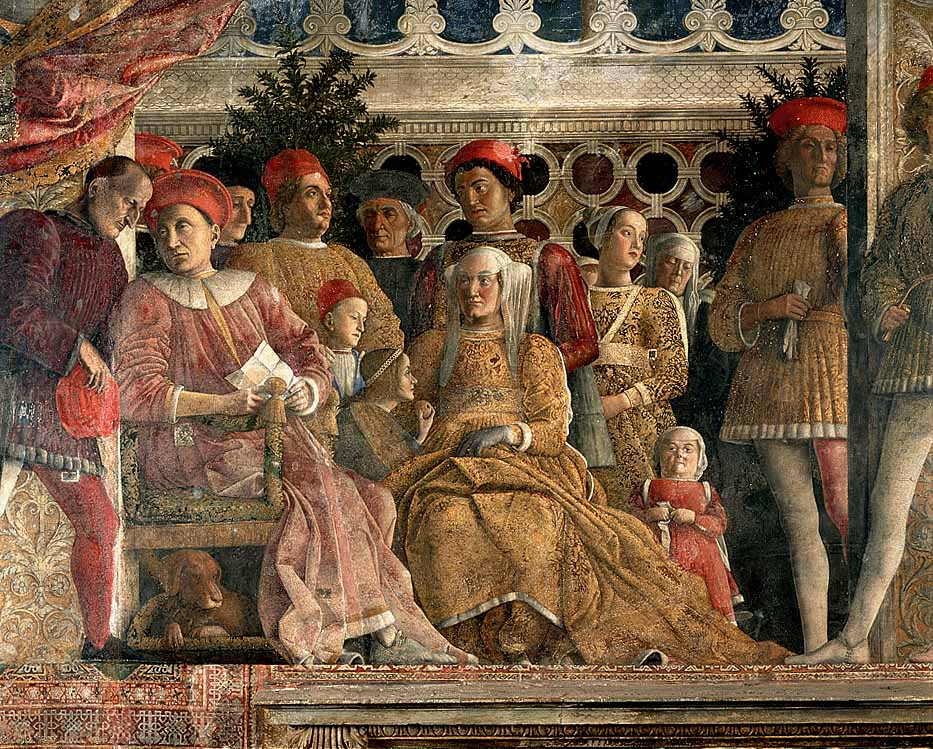
La corte ducal en la Cámara de los esposos.

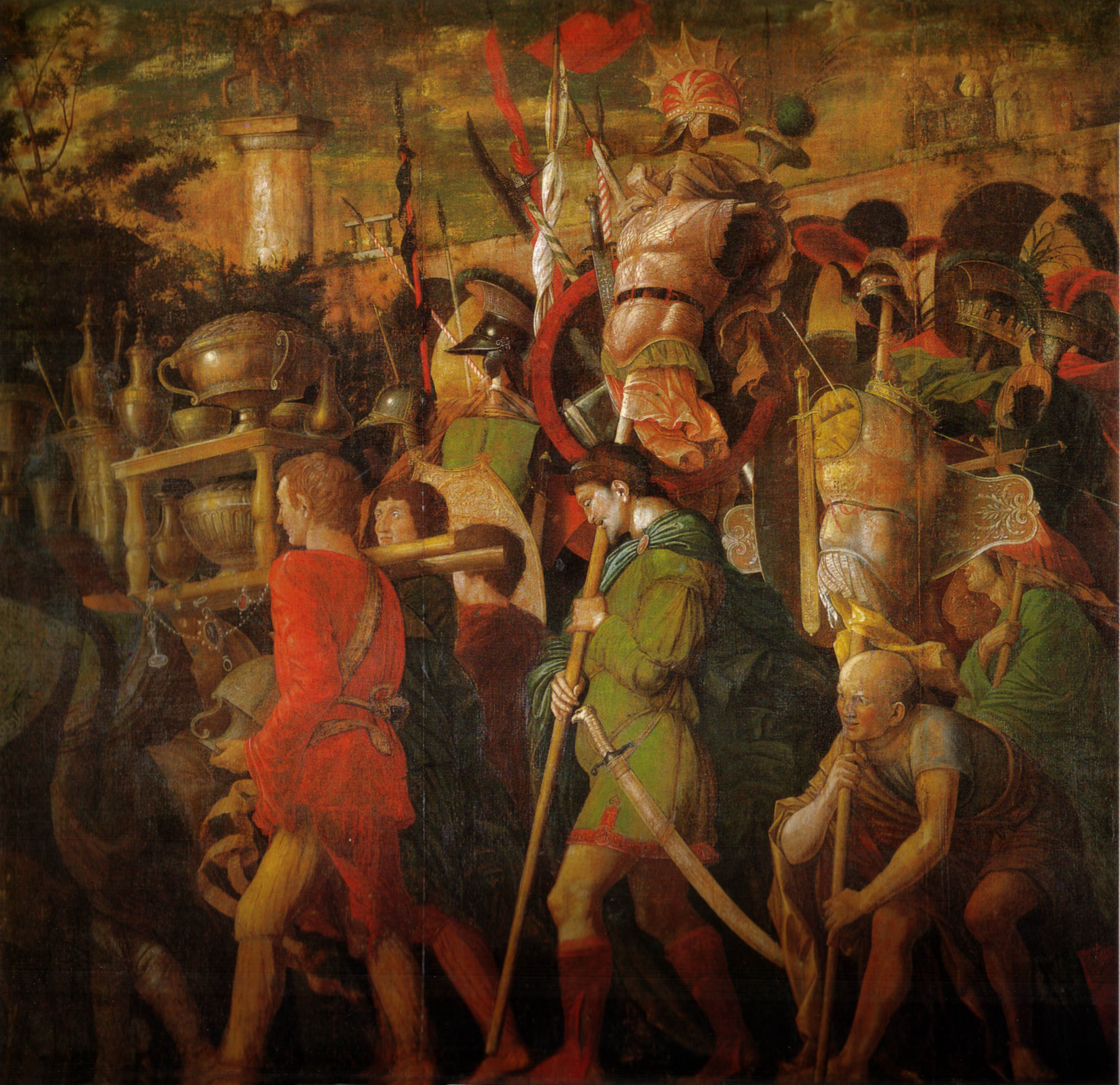
Los triunfos del César, sexta escena: con corsés, trofeos y armaduras

La producción pictórica de los Gonzaga estuvo dominada a lo largo del siglo XV por Andrea Mantegna, artista de la corte desde 1460, cuando sucedió a Pisanello de estilo todavía gotizante, hasta su muerte en 1506. Descubierto a una edad muy temprana en Padua por Luis III Gonzaga, era entonces ya reconocido como uno de los artistas más innovadores del panorama italiano, con un fuerte interés por la Antigüedad clásica y por la aparición en sus cuadros de lugares ilusorios, espacios abiertos, donde el espacio real y el espacio pintado se fundían con gran maestría. Ya era considerado como un humanista, un apasionado de las letras y de las antigüedades que quería ilustrar y desarrollar las ideas de Alberti.
Entre las primeras obras realizadas para el marqués destaca la tabla del Tránsito de la Virgen, realizada para una capilla privada, hoy desaparecida del castillo San Giorgio, del que también supervisó los planos. El tema se trata sin inidcaciones milagrosas, en una arquitectura con una vista desde la ventana. El ablandamiento de las formas y de los colores, que ya está presente en Mantegna en el Retablo de San Zenón (1457-1459), se desarrolla aquí, con una mayor naturalidad de gestos y de las figuras humanas, que se ennoblecen por el aliento monumental de la composición. Sus pinturas dan testimonio de una verdadera conmoción artística, el paso del Gótico internacional al Renacimiento. En la Circuncisión, pintada para esa misma capilla y hoy en el Museo de los Uffizi de Florencia, todo el fondo está representado como una arquitectura antigua, demostrando un perfecto dominio de la perspectiva geométrica.
La obra maestra del artista en Mantua es la Cámara de los esposos (anteriormente conocida como « La Cámara pintada» o Camera picta), terminada en 1474. La sala donde se realizó es de tamaño modesto. Los frescos cubren las paredes y la bóveda. Dos de los cuatro lados están cubiertos con cortinas pintadas, mientras que los otros tienen las mismas cortinas que, sin embargo, se abren para revelar escenas de la corte de los Gonzaga. Los pilares pintados parecen contener una logia que atraviesa el espacio real del muro. Se representan objetos reales presentes en la pieza, como la repisa de la chimenea que se convierte en la base elevada de una terraza donde Luis, sentado junto a su esposa Bárbara de Brandeburgo, recibe una carta de uno de sus secretarios. El juego de ilusiones culmina en el famoso óculo de la bóveda, donde una serie de querubines y de damas de honor que miran regocijados hacia abajo, se elevan sobre la pieza, en escorzo pronunciado cuando se ven desde abajo. La bóveda también alberga una serie de frescos en grisalla, con bustos de emperadores romanos y escenas mitológicas, que dan a la sala el aspecto de un magnífico salón antiguo donde la vida cortesana contemporánea reclama la misma nobleza que la de la época clásica. La Cámara de los esposos marcó un punto de inflexión decisivo en el estilo de la pintura en las cortes italianas, que pasó de los suntuosos ornamentos del gótico tardío a una imagen más solemne, intelectual y humanista. El espectador admitido en el palacio de los Gonzaga descubre con la Cámara de los esposos una pintura casi oficial. La elaboración cultivada de la imagen y del ciclo es avanzada y las «entradas» en ella son múltiples; pero la unidad del conjunto puede verse en un nivel más simple e inmediato, como una glorificación de la familia gobernante. El pintor logró adecuar la exigencia cultivada y alusiva a los niveles de percepción diferenciados que la función y el emplazamiento dan a la imagen, que luego puede jugar su rol social. Por su capacidad para trasponer efectivamente el mito político que se estaba desarrollando en Mantua, Mantegna aparece como uno de los fundadores de la gran pintura ideológica laica y como el inventor del «paisaje compuesto» moderno donde la naturaleza es transparente para la historia humana.
Bajo Francisco II, Mantegna se dedicó a trabajos aún más ambiciosos. En Los triunfos del César (1485 - ca. 1505) fusionó magistralmente la pasión por la antigüedad y el apetito medieval por el detalle del episodio. El ciclo, del que se conocen nueve lienzos, todos en el Palacio de Hampton Court, cerca de Londres, fue extremadamente famoso, visto por distinguidos invitados y celebrado por todos, aunque toda esa popularidad fue la causa del mal estado de conservación de hoy, debido a los muchos torpes intentos de restauración que esas pinturas han sufrido a lo largo de los siglos. Cada lienzo tiene una forma cuadrada, de aproximadamente 2,80 metros de lado. Los protagonistas de una procesión triunfal de Julio César están representados allí. Esta procesión se desarrolla de pintura en pintura, en toda una pieza, con un punto de vista optimizado para una visión desde abajo. De hecho, se cree que alguna vez hubo un sistema de pilares de madera que entrecortaban las escenas, dando la impresión de ver todo a través de una logia abierta. El cortejo está inspirado en varias fuentes antiguas y modernas. Los datos académicos se ven eclipsados por la representación de los personajes en las actitudes más variadas.

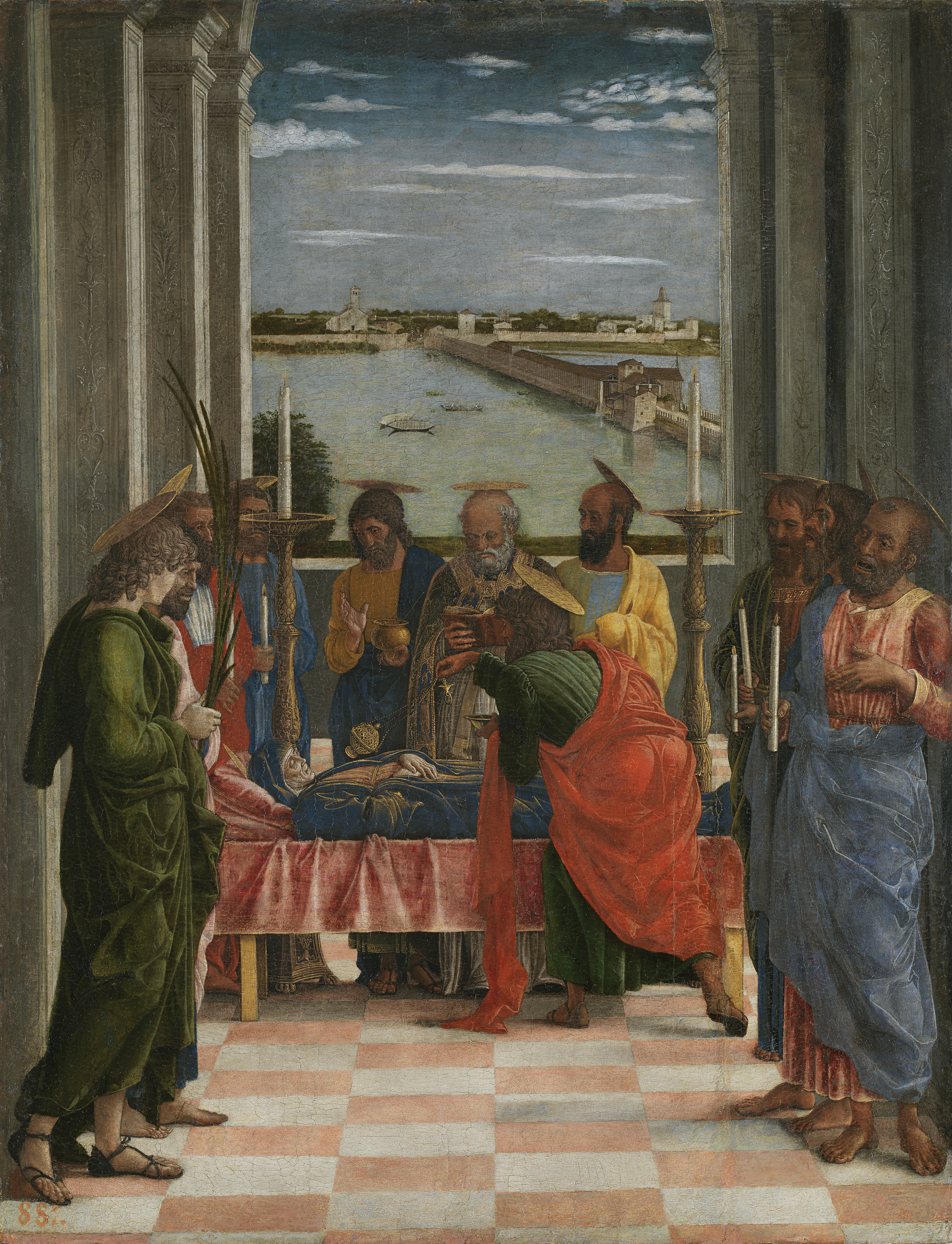
Tránsito de la Virgen
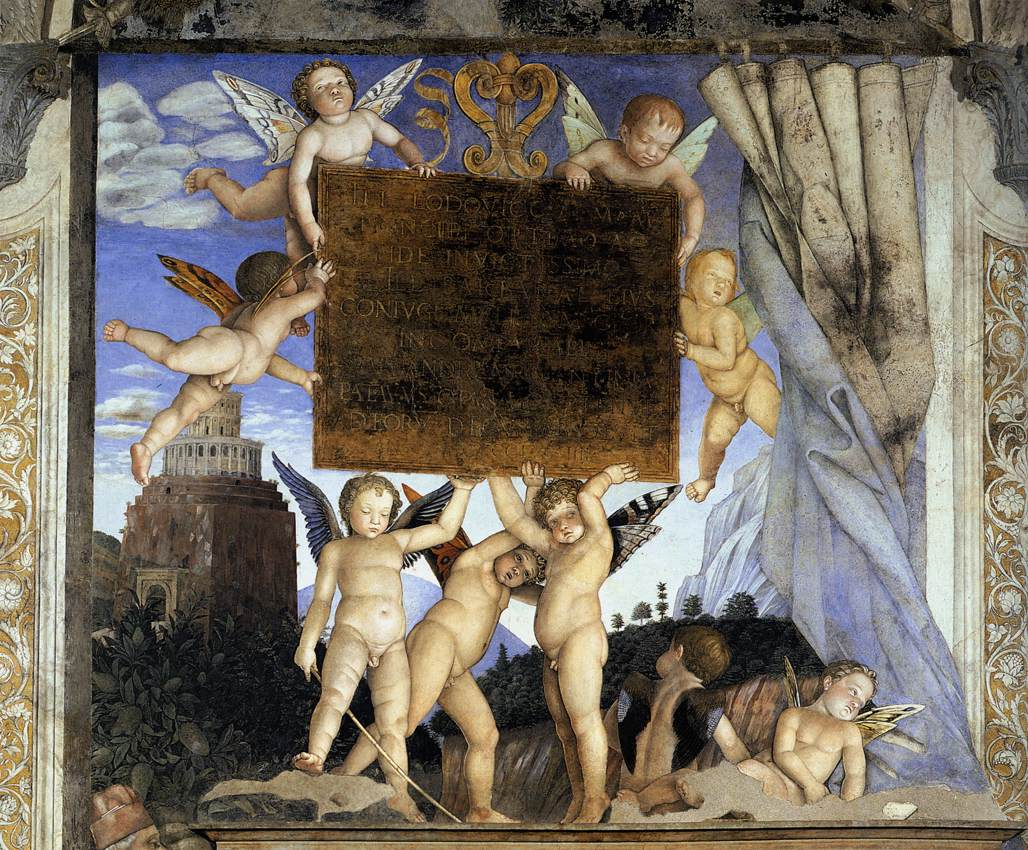
Putti sosteniendo la placa de dedicación en la Cámara de los esposos
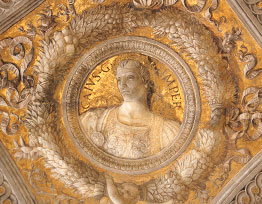
Los bustos de los Césares en la Cámara de los esposos.
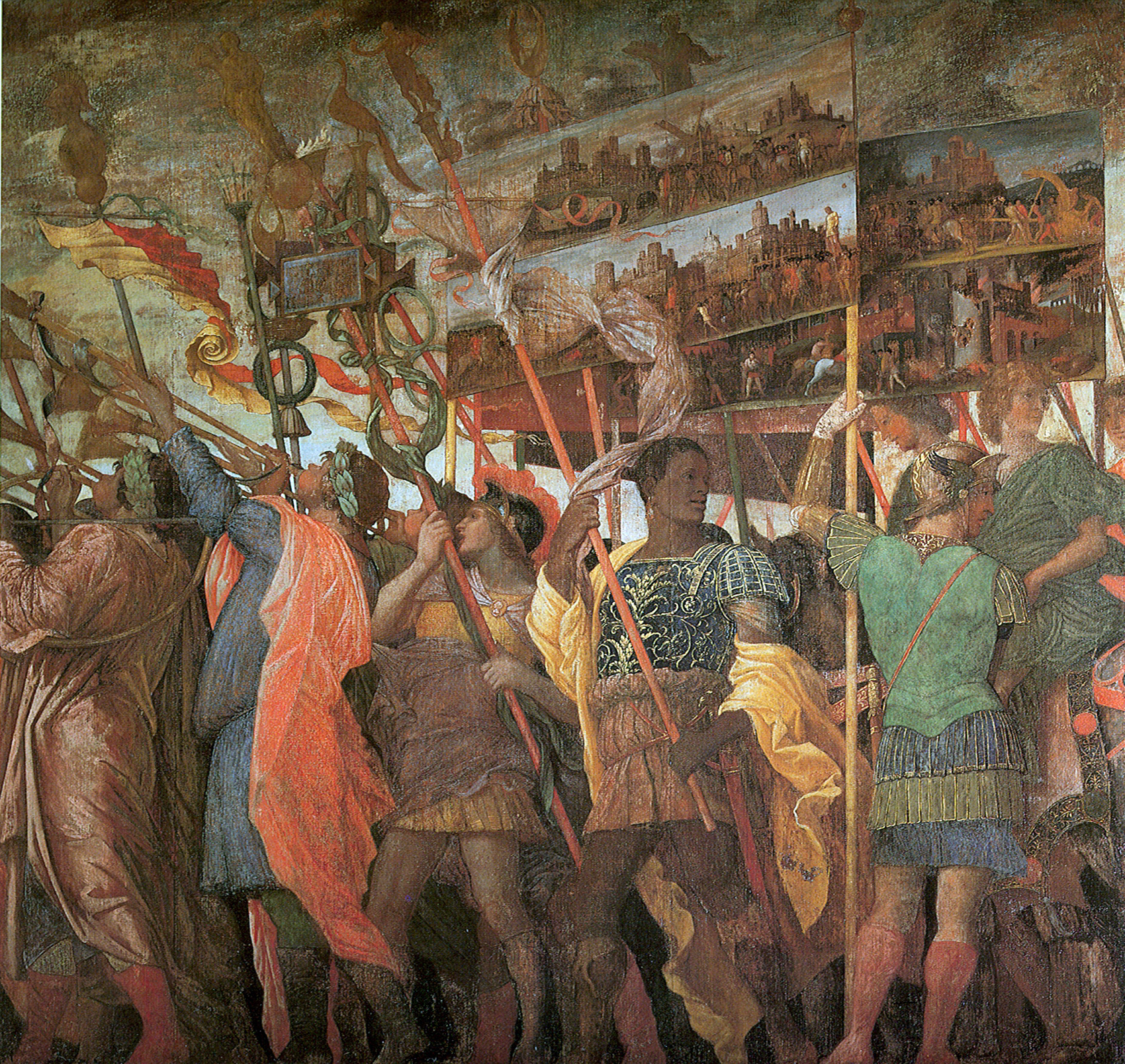
Los triunfos del César, {primer lienzo: trompetistas y portadores de insignias

## Isabel de Este y Federico Gonzaga

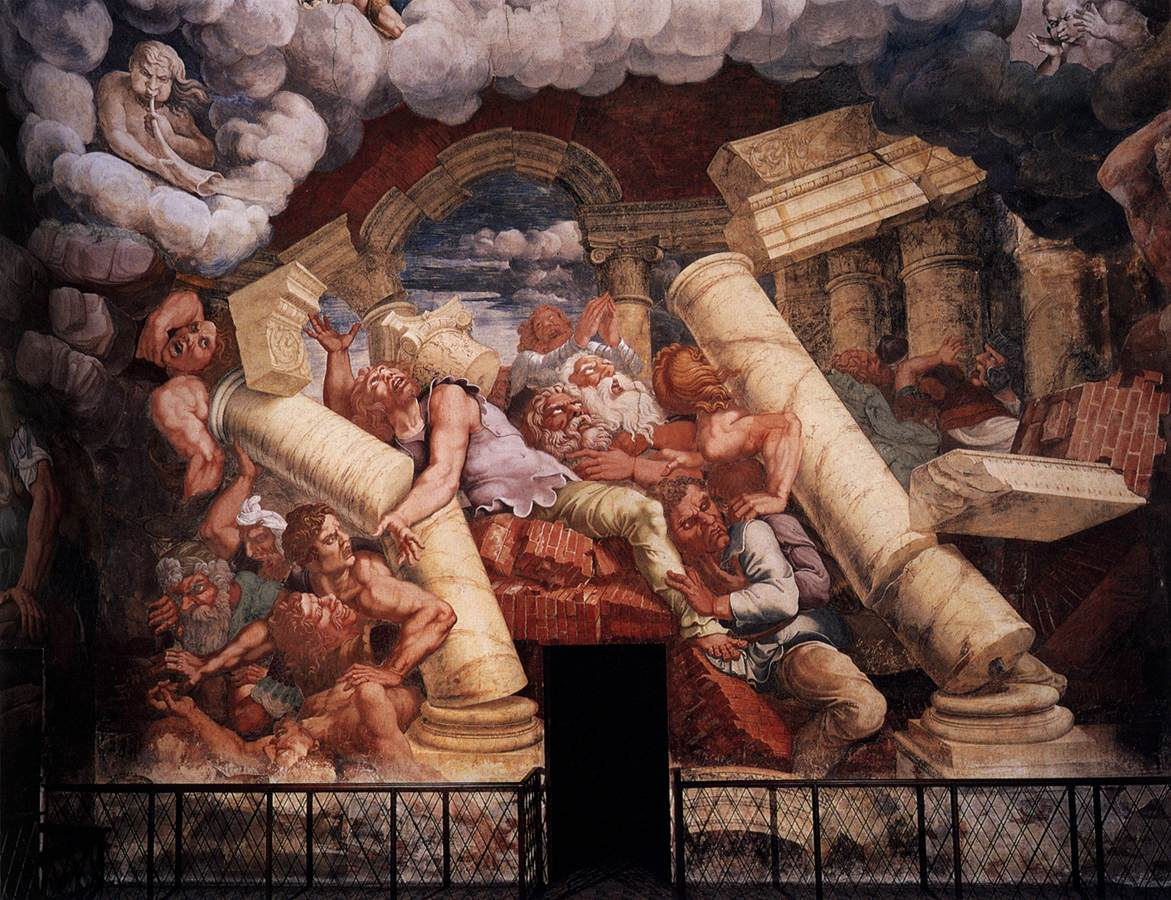
Giulio Romano, Sala de los gigantes

En la época de Isabel de Este, la fama del entonces anciano Mantegna declinaba. Aunque la marquesa apreciaba sus indiscutibles cualidades como pintor de escenas figurativas y mitológicas, encargándole varios cuadros para su studiolo, no apreciaba sus cualidades como retratista, debido a su estilo con rasgos rígidos, poco inclinado a traducir una cierta dulzura naturalista, cuyos representantes en Italia eran Leonardo da Vinci, El Perugino y los venecianos como Giovanni Bellini y Giorgione.
Sin embargo, en ese Studiolo, con el programa «amoroso» elaborado por los consejeros humanistas, Mantegna inventa en gran medida los principios fundamentales de la pintura mitológica. Incluso en su estructura figurativa, Minerva persiguiendo a los vicios del jardín de la virtud ilustra bien el trabajo de poner a punto un vocabulario figurativo al que se entrega el pintor y la conciencia que de él tiene. Detrás de la historia alegórica propiamente dicha, el nuevo estilo all'antica expulsa del lugar figurativo las viejas imaginaciones que fueron agentes de la tradición medieval. Esta imagen ilustra la metamorfosis y la profunda renovación del material figurativo en curso y del que Mantegna fue uno de los promotores.
El comienzo del siglo XVI está dominado por las iniciativas culturales de la marquesa, de la que se conserva una correspondencia muy valiosa con varios pintores, lo que refleja la relación entre mecenas y artistas antecedente de la «vía moderna». Para su Studiolo, encargó cuadros a los principales artistas de la época, como Mantegna, El Perugino, Lorenzo Costa, Corregio y Tiziano. La elección de los pintores venía dictada por su mérito, pero también por las relaciones familiares y personales. Botticelli confía al agente florentino de Isabel que estaría feliz de pintar un cuadro para su studiolo, pero ella no acepta la propuesta porque no forma parte de su entorno. Isabel intenta que todos los artistas se ajusten al ejemplo que daban los lienzos de Mantegna, imponiéndoles el programa iconográfico, las dimensiones de la obra, las indicaciones sobre el medio, es decir, gouache con un barniz al óleo como el que utilizó Mantegna. El estilo de Costa se encuentra con cierto favor; Perugino tiene prohibido introducir cualquiera de sus ideas personales.
Transmite plenamente su amor por las artes a su hijo Federico, quien, en 1524, dio un giro hacia la «modernidad» en el arte de la corte con la llegada de Giulio Romano, alumno y discípulo de Rafael, que construyó y decoró el palacio del Té donde pintó al fresco el famoso Salón de los Gigantes. Construido entre 1524 y 1534, ese palacio fue su obra más famosa.
La aprobación de Isabel, sin embargo, seguía siendo uno de los principales elementos del patrocinio de su hijo, aunque sus gustos sensuales fuesen muy diferentes a los de él. Inicia una política artística exuberante y ostentosa donde el erotismo se convierte en el complemento de la propaganda política. Toma el curso contrario a las inclinaciones morales de su madre y encarga a Correggio una serie de pinturas que representan los amores de los dioses. Está representado como Júpiter seduciendo a Olimpia, en representación de su amante Isabella Boschetti, en el fresco del Salón de los amores de Psyché del palacio de Té.
Giulio Romano pasó veintidós años en Mantua como pintor y arquitecto de la corte. La exuberancia y sensualidad de sus pinturas, la traducción de los modelos más antiguos en un lenguaje «moderno» y sus brillantes proezas ilustran la continuidad y la adaptación de los ideales del siglo XV. El propio palacio del Té, concebido según proporciones irregulares, aprovechando las peculiaridades que de ello resultan, se toma libertades con las leyes de la arquitectura. Su decoración sigue la ley del placer que rige todo el palacio.

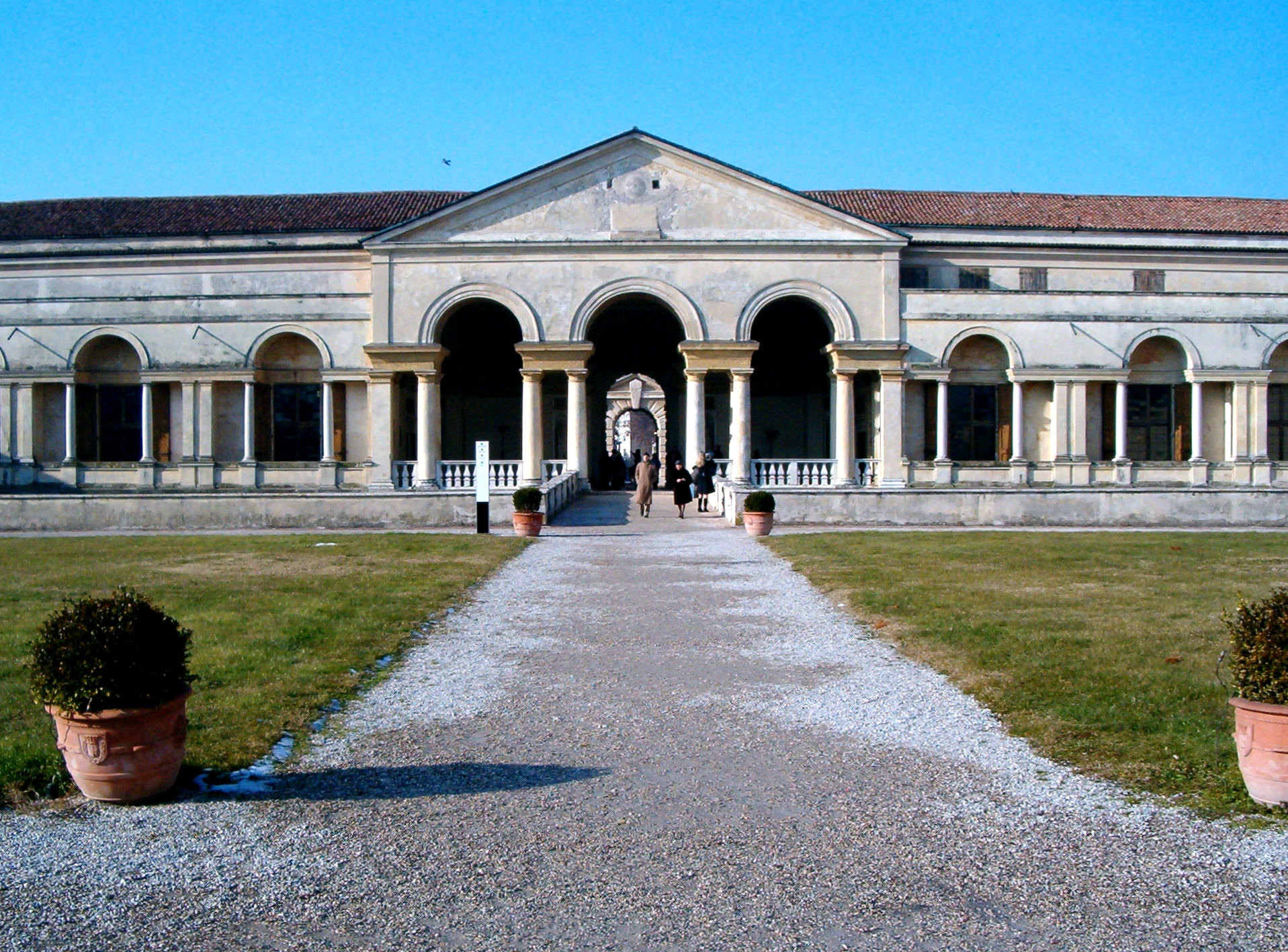
Palacio del Té

## Escultura
La escultura recibió poca atención en la corte de Mantua debido a la falta de canteras en su territorio y a los costosos derechos de importación de los territorios vecinos. Por esa razón, se desarrolló una rica producción de pinturas de grisalla, cuyo mayor productor fue Mantegna. Hasta la época de Isabel de Este no se encuentran en las estancias vestigios de algunos escultores de renombre, como Tullio Lombardo o Pier Jacopo Alari Bonacolsi, autor de una serie de bronces que imitan las obras clásicas del Studiolo de Isabel de Este.

## Fuente de la traducción
- Esta obra contiene una traducción  derivada de «Rinascimento mantovano» de Wikipedia en francés, concretamente de esta versión, publicada por sus editores bajo la Licencia de documentación libre de GNU y la Licencia Creative Commons Atribución-CompartirIgual 4.0 Internacional.